# کیریل اسکاچکوف

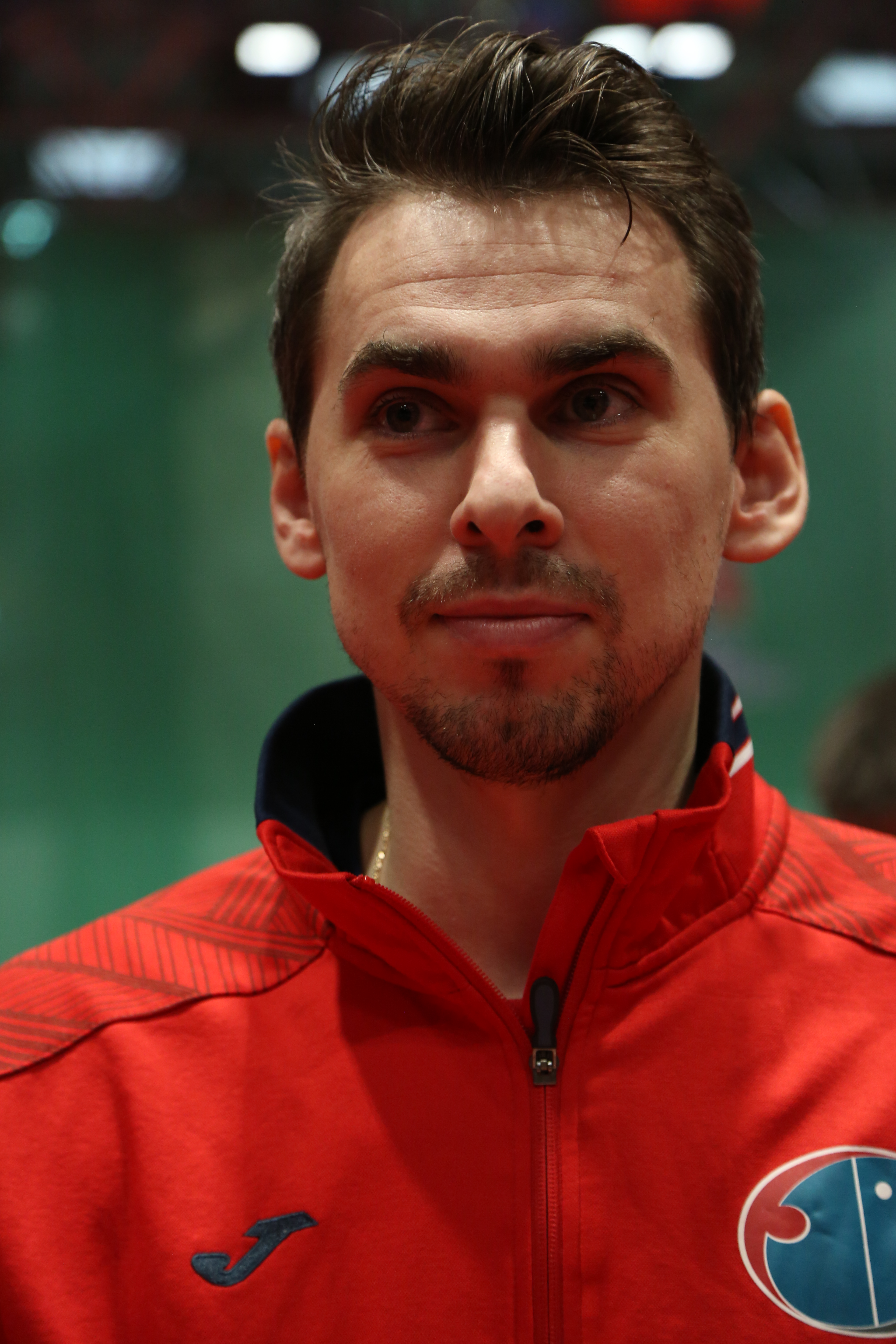
کیریل اسکاچکوف در سال ۲۰۱۷

کیریل اسکاچکوف (انگلیسی: Kirill Skachkov؛ زادهٔ ) یک بازیکن تنیس روی میز اهل روسیه است. 
وی در مسابقات کشوری و بین‌المللی در مجموع برنده ۱ مدال نقره شده‌است.